# En moders kaerlighed
En moders kaerlighed, även kallad Historien om en moder, är en norsk svartvit stumfilm från 1912. Filmen regisserades av Peter Lykke-Seest, som också skrev manus. Den producerades av August Blom för bolaget Nordisk Film och fotades av Johan Ankerstjerne.

## Rollista
- Augusta Blad – adoptivmor
- Ferdinand Bonn – far
- Cajus Bruun
- Lily Frederiksen – barnet
- Anton Gambetta Salmson – adoptivfar
- Alma Hinding
- Carl Schenstrøm
- Ella Sprange
- Valda Valkyrien
- Ragna Wettergreen – mor
- Carlo Wieth – son